# Винсон, Фредерик Мур
Фредерик Мур Винсон (англ. Frederick Moore Vinson; 22 января 1890 — 8 сентября 1953) — американский политик, 13-й главный судья США и 53-й министр финансов США.

## Биография
Фредерик Винсон родился в округе Лоренс, штат Кентукки, в семье начальника тюрьмы. После окончания школы поступил на юридический факультет колледжа в Дэнвилле, Кентукки. После его окончания устроился юристом в небольшом городке Луиза и вскоре был избран городским прокурором.
Во время Первой мировой войны Винсон проходил службу в Армии США. После войны стал окружным прокурором 32-го судебного округа штата Кентукки.
Свою политическую карьеру Винсон начал в 1924 году с победой на выборах в Палату представителей, где до 1929 года представлял интересы Демократической партии. С 1931 по 1938 год Фредерик Винсон снова был избран в Палату представителей, где он сначала представлял интересы 9-го избирательного округа Кентукки, а в 1935 году 8-го избирательного округа.
26 ноября 1937 года президент Франклин Рузвельт назначил Винсона судьёй в Апелляционный суд округа Колумбия. Этот пост он занимал до своей отставки 27 мая 1943 года. 2 марта 1942 года Винсон был назначен на пост Главного судьи США.
23 июля 1945 года президент Гарри Трумэн назначил Фредерика Винсона преемником Генри Моргентау на посту министра финансов США. На этом посту Винсон занялся стабилизацией финансового положения США и погашением кредитов стран-союзников перед США. Для привлечения частных инвестиций он внёс на рассмотрение законопроект о сокращении налогов. В 1946 году Винсон занял должность председателя Верховного судьи США.
Умер Фредерик Винсон от сердечного приступа рано утром 8 сентября 1953 года. Его тело было захоронено на кладбище Пайнхилл в Луизе, Кентукки .